# David Delpoux
Pour les articles homonymes, voir Delpoux.

a Compétitions nationales et continentales officielles uniquement.

David Delpoux, né le 5 juin 1983 à Toulouse (Haute-Garonne), est un joueur français de rugby à XIII. Il a joué en équipe de France.
Il commence le rugby dès l'âge de huit ans, et évolue successivement à Toulouse Jules-Julien XIII, au Toulouse olympique XIII, où il signe un contrat professionnel en septembre 2001, avec l'AS Carcassonne XIII de 2008 à 2010 avant de rejoindre à nouveau le Toulouse olympique XIII.

## Biographe
Composition de Toulouse :

## Carrière

### En club
- Toulouse Jules-Julien XIII
- Toulouse Olympique XIII
- ASC XIII

## Palmarès

### En club
- Vainqueur de la Coupe de France : 2009
- Vice-champion de France : 2007, 2006, 2001
- Demi-finaliste de la Couped'Angleterre : 2005
- Vice-champion de France junior : 2002
- Vainqueur de la Coupe de France Espoir : 2001
- Vice-champion de France Espoir : 2001

### En équipe nationale
- Coupe du monde Universitaire : 2008
- Champion d'Europe Junior : 2002 (Capitaine)
- Tournée en Australie avec l'équipe de France Junior en 2000